# والنتین موگیلنی
والنتین موگیلنی (به انگلیسی: Valentin Mogilny) ژیمناست زادهٔ ۱۸ دسامبر ۱۹۶۵ میلادی اهل کشور شوروی است.